# Bí thư Quận ủy (Việt Nam)
Bí thư Quận ủy là người đứng đầu Quận ủy, chịu trách nhiệm toàn diện trước Thành ủy, chịu trách nhiệm cao nhất trước Ban chấp hành, Ban Thường vụ và Thường trực Quận ủy; cùng Ban Chấp hành, Ban Thường vụ và Thường trực Quận ủy chịu trách nhiệm trước Thành uỷ, Ban Thường vụ Thành ủy, Đảng bộ và nhân dân quận về sự lãnh đạo của Quận ủy trên mọi lĩnh vực công tác của quận.
Bí thư Quận ủy do Ban chấp hành Đảng bộ quận bầu ra, trong những năm gần đây theo Nghị quyết Trung ương Đảng bí thư thường được Đại hội Đại biểu Đảng bộ bầu trực tiếp, và được sự phê chuẩn của Thành uỷ, Ban Thường vụ Thành ủy. Bí thư Quận ủy có thể được Trung ương Đảng, Thành uỷ, Ban Thường vụ Thành ủy, Bí thư Thành ủy luân chuyển công tác, điều hoặc đề xuất chức vụ Bí thư Quận ủy cho Quận ủy bầu.
Bí thư Quận ủy có thể kiêm nhiệm chức vụ Chủ tịch Hội đồng Nhân dân quận. Bí thư Quận ủy thường là Ủy viên Ban Thường vụ Thành ủy.

## Quyền hạn
Bí thư Quận ủy có quyền hạn sau:
- Chủ trì các công việc của Ban Chấp hành Đảng bộ quận, Ban Thường vụ Quận ủy, Thường trực Quận ủy. Chỉ đạo tổ chức quán triệt, triển khai thực hiện sơ kết, tổng kết các nghị quyết, chỉ thị của Đảng, của Ban Thường vụ Thành uỷ, Ban Thường vụ Quận ủy.
- Chỉ đạo kiểm tra, giám sát việc thực hiện các nhiệm vụ trọng tâm của quận, các lĩnh vực công tác khó khăn phức tạp. Làm Bí thư Đảng ủy cơ quan Quân sự quận, trực tiếp chỉ đạo những vấn đề về quốc phòng, an ninh, công tác xây dựng Đảng, công tác bảo vệ chính trị nội bộ, xây dựng đội ngũ cán bộ chủ chốt của quận. Chịu trách nhiệm về công tác tổ chức cán bộ và phụ trách, chỉ đạo nhiệm vụ của Ban Tổ chức Quận ủy.
- Chỉ đạo đồng chí Phó bí thư Thường trực, Phó Bí thư phụ trách tổ chức cơ sở Đảng giải quyết công việc hàng ngày của Đảng bộ quận; chỉ đạo Thường trực Hội đồng Nhân dân quận, đồng chí Phó Bí thư - Chủ tịch Ủy bân Nhân dân quận tổ chức triển khai thực hiện các nghị quyết, chỉ thị của Đảng, của Ban Thường vụ Quận ủy, Ban Chấp hành Đảng bộ quận về công tác xây dựng chính quyền và công tác quản lý nhà nước trên địa bàn quận.
- Thay mặt Ban Chấp hành Đảng bộ, Ban Thường vụ Quận ủy ký các nghị quyết, chỉ thị, chương trình, chuyên đề của Ban Chấp hành, Ban Thường vụ Quận ủy; ký các văn bản trong lĩnh vực công tác tổ chức cán bộ, ký các Quyết định chuẩn y chức danh theo quy định Điều lệ Đảng, Quyết định điều động, bổ nhiệm, miễn nhiệm, nghỉ hưu đối với cán bộ diện Ban Thường vụ Quận ủy quản lý theo phân cấp và các văn bản quan trọng khác của Quận uỷ.

## Danh sách Quận ủy

### Nhiệm kỳ 2015-2020
Đại hội Đảng bộ không bầu trực tiếp bí thư
| STT | Tên quận     | Thành phố             | Khóa  | Quận ủy (ủy viên) | Bí thư                  | Nhiệm kỳ            | Ghi chú |
| --- | ------------ | --------------------- | ----- | ----------------- | ----------------------- | ------------------- | ------- |
| 1   | Ba Đình      | Hà Nội                | XXV   | 41                | Hoàng Trọng Quyết       | 6/8/2015-           |         |
| 2   | Bắc Từ Liêm  | Hà Nội                | I     | 43                | Lê Văn Thư              | 24/7/2015-          |         |
| 3   | Bình Tân     | Thành phố Hồ Chí Minh | XI    | 42                | Võ Ngọc Quốc Thuận      | 27/8/2015-          |         |
| 4   | Bình Thạnh   | Thành phố Hồ Chí Minh | XI    | 43                | Nguyễn Thị Thu Hà       | 7/8/2015-           |         |
| 5   | Bình Thủy    | Cần Thơ               | XI    | 39                | Lê Hoàng Nam            | 4/7/2015-           |         |
| 6   | Cái Răng     | Cần Thơ               | XI    | 39                | Vũ Thị Cánh             | 15/7/2015-18/8/2016 |         |
| 6   | Cái Răng     | Cần Thơ               | XI    | 39                | Huỳnh Quốc Lâm          | 18/8/2016-          |         |
| 7   | Cầu Giấy     | Hà Nội                | V     | 39                | Lê Văn Luân             | 23/7/2015-          |         |
| 8   | Cẩm Lệ       | Đà Nẵng               | III   | 36                | Hồ Kỳ Minh              | 30/7/2015-13/1/2016 |         |
| 8   | Cẩm Lệ       | Đà Nẵng               | III   | 36                | Lê Quang Nam            | 13/1/2016           |         |
| 9   | Dương Kinh   | Hải Phòng             | II    | 35                | Bùi Quang Hải           | 11/8/2015-          |         |
| 10  | Đống Đa      | Hà Nội                | XXVII | 43                | Hà Minh Hải             | 8/2019-             |         |
| 11  | Đồ Sơn       | Hải Phòng             | XXIV  | 34                | Đinh Duy Sinh           | 6/8/2015-           |         |
| 12  | Gò Vấp       | Thành phố Hồ Chí Minh | XI    | 43                | Trần Thị Diệu Thúy      | 25/6/2015-          |         |
| 13  | Hai Bà Trưng | Hà Nội                | XXV   | 43                | Nguyễn Lan Hương        | 7/8/2015-           |         |
| 14  | Hà Đông      | Hà Nội                | XX    | 43                | Lê Cường                | 10/8/2015-          |         |
| 15  | Hải An       | Hải Phòng             | III   | 35                | Phạm Thành Văn          | 25/6/2015-          |         |
| 16  | Hải Châu     | Đà Nẵng               | V     | 43                | Võ Văn Thương           | 26/8/2015-          |         |
| 17  | Hoàn Kiếm    | Hà Nội                | XXV   | 43                | Hoàng Công Khôi         | 24/7/2015-          |         |
| 18  | Hoàng Mai    | Hà Nội                | III   | 43                | Nguyễn Đức Vinh         | 17/7/2015-          |         |
| 19  | Hồng Bàng    | Hải Phòng             | XXII  | 43                | Nguyễn Hải Bình         | 13/8/2015-          |         |
| 20  | Kiến An      | Hải Phòng             | V     | 31                | Lê Trí Vũ               | 1/8/2015-           |         |
| 21  | Lê Chân      | Hải Phòng             | XXIII | 43                | Đỗ Thanh Lê             | 8/7/2015-           |         |
| 22  | Liên Chiểu   | Đà Nẵng               | V     | 35                | Lương Nguyễn Minh Triết | 12/6/2015-          |         |
| 23  | Long Biên    | Hà Nội                | III   | 41                | Vũ Đức Bảo              | 2/7/2015-           |         |
| 24  | Nam Từ Liêm  | Hà Nội                | I     | 41                | Nguyễn Văn Hải          | 24/7/2015-          |         |
| 25  | Ngô Quyền    | Hải Phòng             | XXII  | 43                | Nguyễn Xuân Phi         | 10/7/2015-          |         |
| 26  | Ngũ Hành Sơn | Đà Nẵng               | V     | 35                | Đào Tấn Bằng            | 24/6/2015-          |         |
| 27  | Ninh Kiều    | Cần Thơ               | XI    | 32                | Võ Thành Thống          | 4/7/2015-           |         |
| 28  | Ô Môn        | Cần Thơ               | XI    | 34                | Nguyễn Vũ Phương        | 26/6/2015-          |         |
| 29  | Phú Nhuận    | Thành phố Hồ Chí Minh | XI    | 42                | Trịnh Xuân Thiều        | 31/7/2015-          |         |
| 30  | Quận 1       | Thành phố Hồ Chí Minh | XI    | 43                | Huỳnh Thanh Hải         | 16/7/2015-          |         |
| 31  | Quận 2       | Thành phố Hồ Chí Minh | V     | 43                | Nguyễn Văn Hiếu         | 19/6/2015-          |         |
| 32  | Quận 3       | Thành phố Hồ Chí Minh | XI    | 43                | Nguyễn Thị Lệ           | 4/8/2015-25/8/2015  |         |
| 32  | Quận 3       | Thành phố Hồ Chí Minh | XI    | 43                | Nguyễn Hồ Hải           | 25/8/2015-          |         |
| 33  | Quận 4       | Thành phố Hồ Chí Minh | XI    | 41                | Trần Hoàng Danh         | 7/8/2015-           |         |
| 34  | Quận 5       | Thành phố Hồ Chí Minh | XI    | 43                | Võ Tiến sĩ              | 29/7/2015-          |         |
| 35  | Quận 6       | Thành phố Hồ Chí Minh | XI    | 42                | Phan Ngọc Minh          | 9/7/2015-           |         |
| 36  | Quận 7       | Thành phố Hồ Chí Minh | V     | 41                | Lê Trọng Hiếu           | 26/7/2015-          |         |
| 37  | Quận 8       | Thành phố Hồ Chí Minh | XI    | 42                | Nguyễn Hồ Hải           | 25/7/2015-4/12/2015 |         |
| 37  | Quận 8       | Thành phố Hồ Chí Minh | XI    | 42                | Ngô Thành Tuấn          | 4/12/2015-          |         |
| 38  | Quận 9       | Thành phố Hồ Chí Minh | V     | 43                | Nguyễn Hữu Việt         | 10/7/2015-          |         |
| 39  | Quận 10      | Thành phố Hồ Chí Minh | XI    | 43                | Huỳnh Thị Xuân Lam      | 10/7/2015-14/5/2016 |         |
| 39  | Quận 10      | Thành phố Hồ Chí Minh | XI    | 43                | Đặng Quốc Toàn          | 14/5/2016-          |         |
| 40  | Quận 11      | Thành phố Hồ Chí Minh | XI    | 42                | Ngô Văn Luận            | 7/8/2015-           |         |
| 41  | Quận 12      | Thành phố Hồ Chí Minh | V     | 43                | Trần Hữu Trí            | 9/7/2015-           |         |
| 42  | Sơn Trà      | Đà Nẵng               | V     | 37                | Cao Xuân Thắng          | 6/8/2015-           |         |
| 43  | Tân Bình     | Thành phố Hồ Chí Minh | XI    | 43                | Kiều Bình Chung         | 12/8/2015-          |         |
| 44  | Tân Phú      | Thành phố Hồ Chí Minh | XI    | 43                | Huỳnh Cách mạng         | 22/7/2015-25/8/2015 |         |
| 44  | Tân Phú      | Thành phố Hồ Chí Minh | XI    | 43                | Nguyễn Thành Chung      | 25/8/2015-          |         |
| 45  | Tây Hồ       | Hà Nội                | V     | 38                | Nguyễn Văn Thắng        | 26/7/2015-          |         |
| 46  | Thanh Khê    | Đà Nẵng               | XI    | 39                | Lê Minh Trung           | 25/6/2015-          |         |
| 47  | Thanh Xuân   | Hà Nội                | V     | 43                | Vũ Cao Minh             | 25/7/2015-          |         |
| 48  | Thốt Nốt     | Cần Thơ               | XI    | 39                | Nguyễn Trung Nhân       | 5/6/2015-           |         |
| 49  | Thủ Đức      | Thành phố Hồ Chí Minh | V     | 43                | Trương Văn Thống        | 6/8/2015-           |         |